# Hybos bistosus
Hybos bistosus är en tvåvingeart som beskrevs av Mario Bezzi 1904. Hybos bistosus ingår i släktet Hybos och familjen puckeldansflugor. Inga underarter finns listade i Catalogue of Life.